# Friedrich Siegmund-Schultze
Friedrich Siegmund-Schultze (14 juin 1885, Görlitz - 11 juillet 1969, Soest) est un théologien protestant allemand travaillant dans le domaine de la pédagogie sociale qui se distingue en tant que pionnier du pacifisme chrétien. En hommage à son action, un prix pour l'action non-violente est remis avec une périodicité variable à des personnes ou des associations engagées pour la paix et la non-violence.

## Biographie

### Débuts dans le service social
Après ses études secondaires, Siegmund-Schultze poursuit des études de philosophie et de théologie à Breslau et Magdebourg. Très engagé dans l’Église luthérienne, il devient, en 1908, secrétaire du Comité d'Église pour l’amitié entre la Grande-Bretagne et l’Allemagne et ensuite secrétaire de la Ligue mondiale étudiante pour le travail social et la mission étrangère.
En 1911, il fonde avec sa femme la Communauté des travailleurs sociaux de Berlin Est (Soziale Arbeitergemeinschaft Berlin-Ost (SAG), dont les bureaux seront fermés après la prise de pouvoir par les nazis.

### Engagement pacifiste
Lors de la conférence mondiale des églises de Constance prévue du 1er au 3 août 1914, il est secrétaire et cofondateur de l'Alliance mondiale pour le travail des Églises en faveur de l’amitié (Weltbundes für Freundschaftsarbeit der Kirchen). Mais cette conférence consacrée à la recherche de la paix qui s'ouvre le 1er août est interrompue par le déclenchement de la Première Guerre mondiale ! Avec beaucoup de difficultés, et en jouant de ses bonnes relations avec la cour impériale en tant qu’ancien pasteur de la Friedenskirche de Potsdam, Friedrich Siegmund-Schultze réussit à assurer le retour des 130 participants britanniques en obtenant un train spécial pour les Pays-Bas via Cologne. C’est lors des derniers adieux avec les Britanniques sur le quai de la gare centrale de Cologne, le 3 août 1914, qu’a lieu l'accolade entre Henry Hodgkin et Friedrich Siegmund-Schultze au cours de laquelle ils se promettent mutuellement de rester unis dans le Christ malgré la guerre et de proclamer le message de paix de l’Évangile quelles que soient les circonstances. Cet adieu solennel est en quelque sorte le moment fondateur du Mouvement International de la Réconciliation ; sur sa lancée, les deux hommes se mettent à travailler sans relâche pour rétablir la paix entre leurs deux nations et au-delà, envers et contre les politiques de leurs gouvernements respectifs.
Cela conduit très rapidement à la fondation de la première organisation pacifiste chrétienne, la Fraternité de la réconciliation (Fellowship of Reconciliation), puis à l’International Fellowship of Reconciliation (Mouvement international de la Réconciliation.) Henry Hodgkin et Friedrich Siegmund-Schultze prirent respectivement la tête des branches britannique et allemande de ce tout nouveau mouvement. Cette dernière se fit connaître en Allemagne sous le nom de "Versöhnungsbund" (association de la réconciliation).
Pendant la Première Guerre mondiale, Friedrich Siegmund-Schultze organise l'aumônerie auprès des prisonniers de guerre allemands et britanniques. Grâce à ses contacts avec les quakers au travers de l’International Fellowship of Reconciliation, il organise, avec l’aide d'Elisabeth Rotten des repas pour les enfants des écoles de Berlin. Avec Elisabeth von Thadden, il organise des évacuations d'enfants allemands vers le Danemark et les Pays-Bas des séjours de repos pour les enfants des villes dans le domaine familial de celle-ci, Trieglaff. En 1915, il rencontre à Berlin le pacifiste néerlandais Kees Boeke qui doit organiser ultérieurement les rencontres de Bilthoven. En octobre 1918, il est invité par l'archevêque luthérien suédois Nathan Söderblom, le pionnier de l’œcuménisme chrétien, à donner une conférence à l’Université d’Uppsala sur le thème : le renouveau social du Christianisme et l’unité de l’Église.
En 1920, Friedrich Siegmund-Schultze participe à Beatenberg, en Suisse, à une réunion avec les représentants protestants de vingt-trois nations européennes plus l’Amérique, décidés à se réconcilier et à maintenir la paix en réactivant la World Alliance for International Friendship through the churches (ou The Church Peace Union), l’Alliance universelle pour l’amitié internationale par les Églises, créée aux USA en 1914. La pasteur français Jules Jézéquel est vice-président du Comité International et secrétaire général du Comité Français. Sa collaboration avec Friedrich Siegmund-Schultze en faveur de la réconciliation franco-allemande, contribue à faire de l’Alliance l’un des grands mouvements pacifistes de l’entre-deux guerres.
En 1925, Friedrich Siegmund-Schultze est nommé professeur à l'Université Humboldt de Berlin, avec la chaire de sciences de la jeunesse et de la protection sociale de la jeunesse et ultérieurement de pédagogie sociale et d'éthique sociale.

### Banni d'Allemagne par les nazis
Au printemps 1933, il participe à la fondation d’un comité international d’aide aux réfugiés juifs allemands. La même année, il est interpellé par les autorités nazies sous 93 chefs d’accusation tombant sous le coup des lois raciales allemandes et immédiatement expulsé vers la Suisse avec sa femme et ses quatre enfants. Ils peuvent s’établir en Suisse où il reste jusqu’en 1946. Friedrich Siegmund-Schultze donnait des cours à l’université de Zurich et s’y occupait également d’aumônerie étudiante. Malgré son bannissement, il est en contact clandestin avec le groupe de résistance de Carl Friedrich Goerdeler et avec plusieurs amis théologiens en Allemagne, dont Dietrich Bonhoeffer.

### Carrière universitaire et engagements après-guerre
Après la guerre, Friedrich Siegmund-Schultze refuse de réintégrer l'université de Berlin, considérant comme impossible de poursuivre son enseignement de science sociale sous la tutelle des Soviétiques.
En 1947, il accepte alors un poste de professeur de pédagogie sociale et d'éthique sociale à l'université de Münster (en allemand : Westfälische Wilhelms-Universität, WWU).
En 1948, il fonde l’école d’aide sociale de la jeunesse à Dortmund (Jugend-Wohlfahrtsschule Dortmund),. Il en reste le directeur jusqu’en 1954.
Fortement engagé contre le réarmement de l'Allemagne et pour la défense du droit désormais constitutionnel à l'objection de conscience, il devient en 1957 le premier président de la Centrale pour les droits et la protection des objecteurs de conscience ("Zentralstelle für Recht und Schutz der Kriegsdienstverweigerer aus Gewissensgründen"), poste qu'il conserve jusqu'en 1959.
En 1959, il fonde les archives œcuméniques de Soest. Elles hébergent en 1972 les archives de l’Église protestante en Allemagne avant d’être regroupées en 1974, à Berlin, avec l’ensemble des archives des églises protestantes allemandes (Archives centrales protestantes de Berlin). Siegmund-Schultze publie également une revue œcuménique annuelle, l'Ökumenischen Jahrbuchs, et a lié amitié avec Albert Schweitzer.

## Œuvres
- Schleiermachers Psychologie in ihrer Bedeutung für die Glaubenslehre (La psychologie de Schleiermacher dans son importance pour la dogmatique), J.C.B. Mohr, 1913
- Sozialismus und Christentum (Socialisme et christianisme), Furche-Verlag, 1919 - 29 pages
- Die Wirkungen der englischen Hungerblockade auf die deutschen Kinder (Les effets de la faim blocus anglais sur les enfants allemands), F. Zillessen, 1919
- Ver sacrum: was die im Kriege gefallenen Mitarbeiter der Sozialen Arbeitsgemeinschaft dem deutschen Volk zu sagen haben. Mitteilungen und Aufzeichnungen (Le printemps sacré (en latin dans le texte) : ce que les travailleurs sociaux tombés la guerre ont à dire au peuple allemand. Informations et dossiers), Furche-Verlag, 1920 - 246 pages
- Die deutsche Jugend und der Sozialismus (La jeunesse allemande et le socialisme), Buchverl. des Bundes Dt. Jugendvereine, 1921 - 16 pages
- Die soziale Botschaft des Christentums: für unsre Zeit dargestellt in Ansprachen von Männern und Frauen verschiedener Richtungen und Parteien (Le message social du christianisme: représenté pour notre temps dans les discours des hommes et des femmes de différentes tendances et partis), C. Ed. Müller, 1921 - 186 pages
- Die Weltkirchenkonferenz in Stockholm: Gesamt-Bericht über die Allgemeine Konferenz der Kirche Christi für Praktisches Christentum (Le Conseil œcuménique des Églises à Stockholm: Rapport général sur la Conférence générale de l'Église du Christ pour le christianisme pratique), Evangelischer Pressverband für Deutschland, 1925 - 110 pages
- Um ein neues Sexualethos (Pour une nouvelle éthique sexuelle), Furche-Verlag, 1927 - 135 pages
- Ein Friedenssonntag (Un dimanche de paix), L. Klotz, 1930 - 33 pages
- Der junge Hölderlin: analytischer Versuch über sein Leben und Dichten bis zum Schluss des ersten Tübinger Jahres (Le jeune Hölderlin: essai d'analyse de sa vie et de son œuvre jusqu'à la fin de ses premières années à Tübingen), Priebatsch, 1939 - 117 pages
- Aufruf der Arbeitsgemeinschaft Evangelischer Deutscher in der Schweiz (Appel de l'Association des protestants allemands en Suisse, cosigné avec Fritz Werner Arnold, Eva Bergemann, Anna Bessler, Otto Bruder, Werner Kümmel, Kurt Lehmann, Franz Mannheimer, Heinz Peiser, Otto Pertz, Carl von Prosch, Friedrich Rau, Bruno Schönlank, Beate Seefeld, et Berthold Wolf), 1945, 4 pages
- Ökumenisches Jahrbuch 1934-1935, Zürich/Leipzig 1936; Ökumenisches Jahrbuch 1936-1937, Zürich und Leipzig 1939;
- Ekklesia, eine Sammlung von Selbstdarstellungen der christlichen Kirchen(Une collection d'autoportraits des églises chrétiennes), Leipold Klotz Verlag, Gotha, 1934-1935
- Die Ueberwindung des Hasses (Surmonter la haine), Europa Verlag, 1946 - 192 pages
- Die Deutsche Widerstandsbewegung im Spiegel der ausländischen Literatur (Le mouvement de résistance allemande dans le miroir de la littérature étrangère) Reclam-Verlag, 1947 - 64 pages
- Die Aufgabe des Christentums in der gegenwärtigen Kulturkrisis (La tâche du christianisme dans la crise culturelle actuelle), Evang. Preßverband für Deutschland, 1949 - 30 pages
- Beiträge zur außerschulischen Erziehung der Kinder in der UdSSR (Contributions sur l'éducation extrascolaire des enfants en URSS), Volk und Wissen, 1954 - 52 pages
- Die gesellschaftliche Eingliederung der jugendlichen Flüchtlinge aus der sowjetischen Besatzungszone im Lande Nordrhein-Westfalen (L'intégration sociale des jeunes réfugiés de la zone d'occupation soviétique dans le Land de Rhénanie-du-Nord-Westphalie), avec Gertrud Balzer et Hans Ladendorff, Wegweiser-Verlag, 1960 - 116 pages
- Die Versöhnung Gottes und der Frieden unter den Menschen: ein Gang durch die Geschichte, vor allem des 19. Jahrhunderts (La réconciliation de Dieu et la paix parmi les hommes : une promenade à travers l'histoire, en particulier du XIXe siècle), avec Heinrich Steege et Nils Karlström, Westfälische Verlagsbuchhandlung Mocker & Jahn, 1967 - 153 pages

## Citation
« Même si nous savons parfaitement que les guerres ne cesseront pas dans un avenir prévisible, le christianisme ne peut pas sanctifier les assassinats de masse mais doit au contraire expliquer que les guerres sont contraires à la volonté de Jésus. » (« Selbst wenn wir ganz genau wissen, dass Kriege in absehbarer Zeit nicht aufhören werden, so kann das Christentum den organisierten Massen mord nicht heilig sprechen, sondern muss erklären, dass Kriegführen gegen den Willen Jesu ist. »)

## Le prix Friedrich Siegmund-Schultze
Depuis 1994, l'Association protestante pour l'objection de conscience et la paix (Evangelische Arbeitsgemeinschaft für Kriegsdienstverweigerung und Frieden (de), en abrégé EAK) décerne selon une périodicité variable le Prix Friedrich-Siegmund-Schultze pour l'action non-violente sur une base participative, le montant du prix provient de dons et le prix n'est décerné qu’une fois le montant du prix atteint grâce aux dons. Ce prix reconnaît le travail des personnes qui se sont engagées dans la non-violence et veut encourager l'action en faveur de la paix. Il cherche surtout à attirer l'attention sur des projets qui sont restés relativement peu connus ou ont été oubliées. Les lauréats en ont été jusqu'à présent :
- 1994 : le Centre d'Action anti-guerre de Belgrade,
- 1995 : la section allemande des Brigades de paix internationales
- 1998 : Yesh Gvul
- 2001 : Connection e.V. (de)
- 2004 : Internationale des résistant(e)s à la guerre
- 2008 : Military Counseling Network (en) et Village of Friendship (projet de réconciliation au Vietnam).
- 2014 : Combatants for Peace (en)